# Fuori binario
Fuori binario è un giornale di strada dei senza dimora di Firenze, autogestito e autofinanziato.

## Storia
Il mensile nasce nel 1994 nell'Albergo popolare di Firenze per volontà dei suoi operatori e dei suoi ospiti con lo scopo di far conoscere le storie dei senzatetto fiorentini. A tal scopo, è stata fondata l'Associazione Periferie al Centro, registrata poi come onlus nel 1995.

## Distribuzione
La rivista è distribuita da diffusori, spesso ospiti dell'Albergo popolare o  con seria emarginazione; il distributore richiede all'acquirente un'offerta volontaria e si tiene la differenza tra questa ed il costo della rivista (0,90 €) ricavandone così un mini reddito.
La rivista ha circa 200 abbonamenti.
Dal 2001 l'editore ha creato FuoribinarioLibri che pubblica libri scritti dai redattori. Il primo volume è stato "Storie di vento e di follia" di Vittorio Porfito.
Il periodico ha anche una versione web, all'indirizzo fuoribinario.org . Dal 2008 al 2018 l'Associazione ha tenuto una bottega laboratorio "Arte fuoribinario" a Firenze in via Gioberti 5r.

## Tematiche
Il periodico tratta delle problematiche connesse alla casa e il carcere; sono anche presenti temi di attualità e presentazione di libri.